# يولاندا إبارولا
يولاندا إبارولا (مواليد 1964) محامية وسياسية إسبانية. مارست نشاطها السياسي داخل هيكل الحكومة الإقليمية لمجتمع مدريد.

## السيرة الشخصية
ولدت عام 1964 في مدريد. تخرجت في القانون من جامعة كومبلوتنس بمدريد وأصبحت محامية. انضمت إلى الحكومة الإقليمية لمجتمع مدريد في عام 2001 وأصبحت فيما بعد نائبة وزير العدل والإدارات العامة.
شغلت منصب وزير العدل بالإنابة في مجتمع مدريد بين مايو وأكتوبر 2003 في الحكومة المؤقتة التي شكلها ألبرتو رويز غالاردون بعد ما يسمى بفضيحة «تاميازو».
المديرة العامة للشؤون الأوروبية والتعاون مع مقاطعة مجتمع مدريد بين عامي 2015 و2017، ثم مديرة العدل العامة منذ عام 2017، تم تعيينها كوزيرة للعدل في مجلس الوزراء الإقليمي برئاسة أنجيل جاريدو وتشكلت في 2018. تولت منصبها في 22 مايو.